# Joe Bambrick
Joseph Gardiner Absolom «Joe» Bambrick (Belfast, Irlanda, Reino Unido, 3 de noviembre de 1905-ibídem, 13 de octubre de 1983) fue un futbolista norirlandés que jugaba como delantero. Según FIFA ha anotado 656 goles en partidos oficiales entre Clubes y Selecciones

## Selección nacional
Fue internacional con la selección de fútbol de la Isla de Irlanda en 11 ocasiones y convirtió 12 goles. En un partido del British Home Championship 1929-30 contra Gales, Bambrick marcó 6 goles en la victoria de su selección por 7-0. Hasta la fecha, es el único jugador de las islas británicas en marcar 6 goles en un partido internacional.

## Clubes

### Como futbolista
| Club            | País              | Año               | Partidos | Goles |
| --------------- | ----------------- | ----------------- | -------- | ----- |
| Broadway United | Irlanda del Norte | 1925              | 2        | 1     |
| Ulster Rangers  | Irlanda del Norte | 1925-1926         | 14       | 16    |
| Glentoran       | Irlanda del Norte | 1926-1927         | 39       | 44    |
| Linfield        | Irlanda del Norte | 1927-1934, 39, 43 | 359      | 524   |
| Chelsea         | Inglaterra        | 1934-1938         | 66       | 39    |
| Walsall         | Inglaterra        | 1938-1939         | 41       | 20    |

## Palmarés

### Campeonatos nacionales
| Título       | Club     | País              | Año  |
| ------------ | -------- | ----------------- | ---- |
| Irish League | Linfield | Irlanda del Norte | 1930 |
| Irish Cup    | Linfield | Irlanda del Norte | 1930 |
| Irish Cup    | Linfield | Irlanda del Norte | 1931 |
| Irish League | Linfield | Irlanda del Norte | 1932 |
| Irish League | Linfield | Irlanda del Norte | 1934 |
| Irish Cup    | Linfield | Irlanda del Norte | 1934 |
| Irish League | Linfield | Irlanda del Norte | 1935 |

### Distinciones individuales
| Distinción                            | Año  |
| ------------------------------------- | ---- |
| Máximo goleador de la Irish League    | 1927 |
| Máximo goleador de la Irish League    | 1929 |
| Máximo goleador de la Irish League    | 1930 |
| Máximo goleador de las ligas europeas | 1930 |
| Máximo goleador de la Irish League    | 1933 |